# 29.ª Avenida Suroeste
La 29.ª Avenida Suroeste (Vigesimonovena Avenida Suroeste) es una avenida urbana de la ciudad de Managua, Nicaragua, conformada por varios tramos no conectados. Funciona como arteria secundaria en barrios residenciales del suroeste de la capital.

## Trazado
El primer tramo inicia desde la intersección con la Calle Central, cruzando la Pista Las Brisas en el barrio Rubén Darío, y continúa hacia el sur, atravesando la NIC-2 en el sector de Jardines de Managua, hasta culminar en la intersección con la 22.ª Calle Suroeste en Batahola Sur.
El segundo segmento inicia más al sur, desde la Pista Juan Pablo II, en el lado oeste del Cauce Cuajachillo, pasando por la 45.ª Calle Suroeste y finalizando como un callejón sin salida (cul-de-sac) en el Barrio Cuajachillo Oeste.

## Intersecciones principales
- Calle Central (Managua) – Entrada norte
- Pista Las Brisas – Vía de acceso desde el oeste de Managua
- NIC-2 – Eje nacional que atraviesa el sector de Jardines de Managua
- 22.ª Calle Suroeste – Interconexión residencial en Batahola Sur
- Pista Juan Pablo II – Principal vía periférica de Managua
- 45.ª Calle Suroeste – Cruce en zona suburbana

## Barrios que atraviesa
- Rubén Darío
- Jardines de Managua
- Batahola Sur
- Barrio Cuajachillo Oeste

## Coordenadas
12°7′26″N 86°16′10″O / 12.12389, -86.26944